# Calicotome villosa

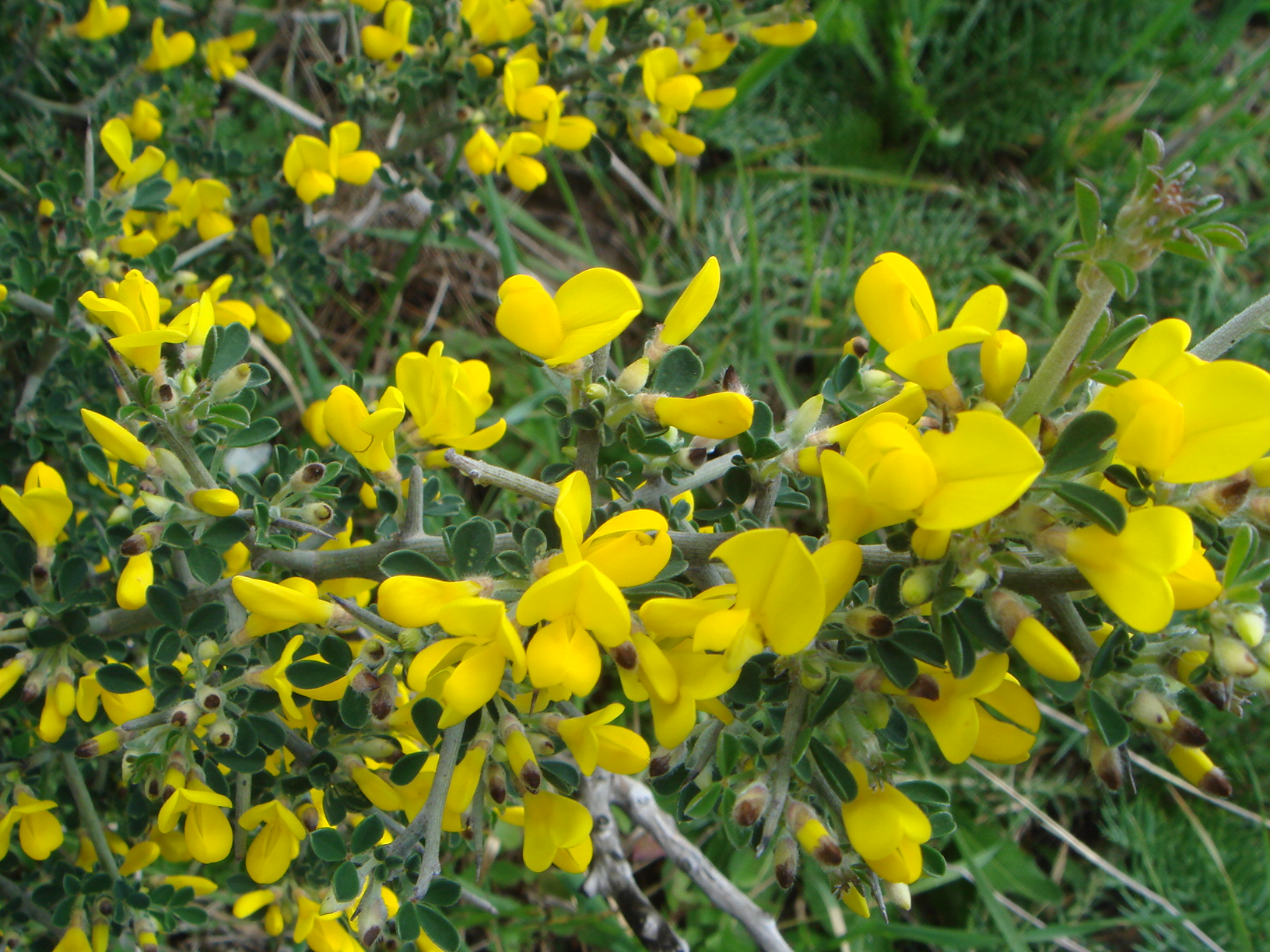
Flors

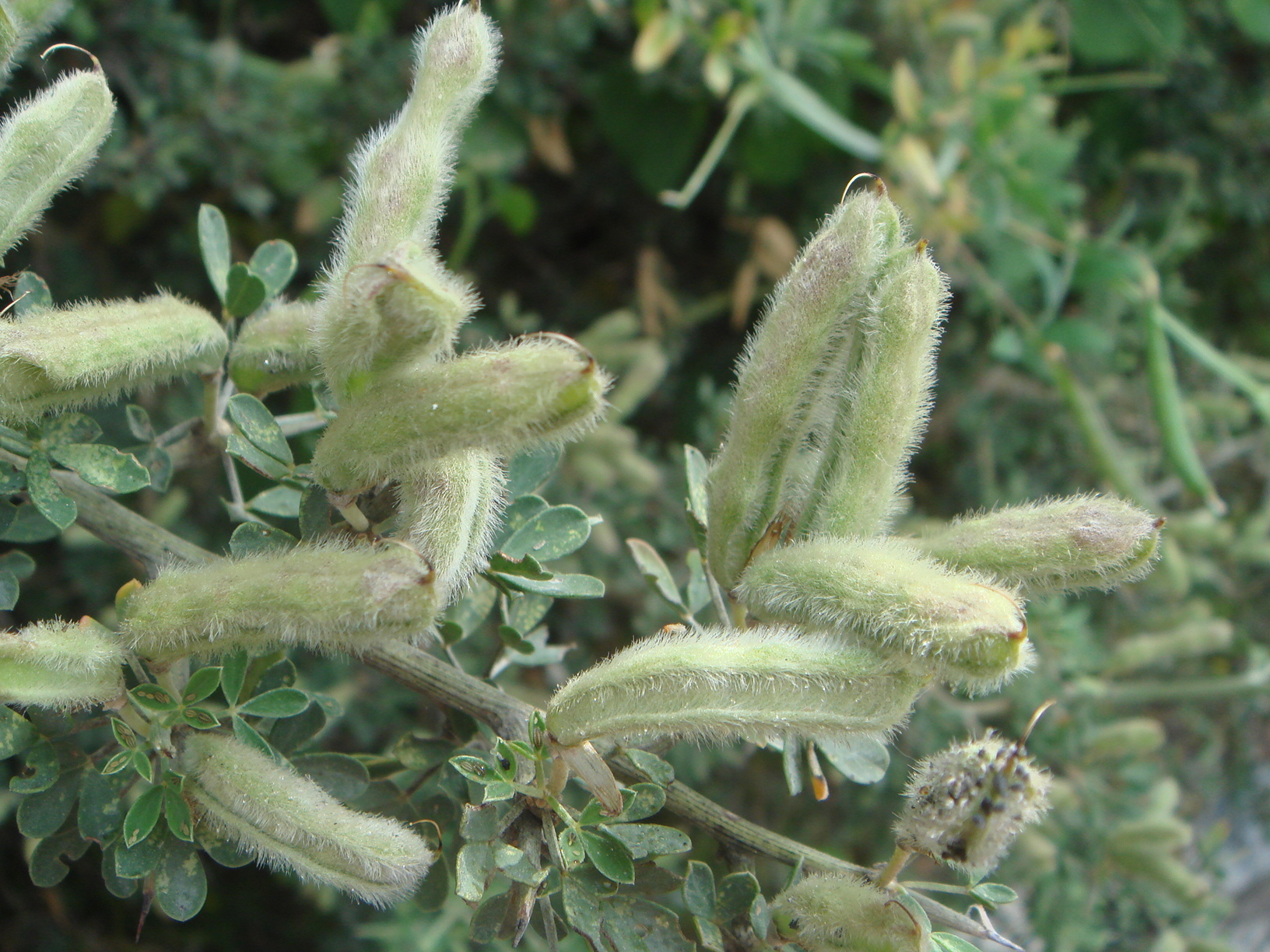
Detall del fruit pubescent.

Calicotome villosa, coneguda popularment amb el nom d'argelaga pilosa, és una espècie de planta de la família de les lleguminoses, endèmica de la Regió Mediterrània. És un arbust caduc que es troba sobre sòls calcaris a boscos esclarissats i matollars. El seu període de floració es troba comprès entre març i abril.